# Garrigàs

Położenie gminy na mapie comarki Alt Empordà.

Garrigàs – gmina w Hiszpanii,  w Katalonii, w prowincji Girona, w comarce Alt Empordà.
Powierzchnia gminy wynosi 19,89 km². Zgodnie z danymi INE, w 2005 roku liczba ludności wynosiła 332, a gęstość zaludnienia 16,69 osoby/km². Wysokość bezwzględna gminy równa jest 101 metrów. Współrzędne geograficzne gminy to 42°11'42"N, 2°57'18"E.

## Miejscowości
W skład gminy wchodzi pięć miejscowości, w tym miejscowość gminna o tej samej nazwie:
- Arenys d’Empordà – liczba ludności: 70
- Ermedàs – 15
- Garrigàs – 193
- Tonyà – 38
- Vilajoan – 16

## Demografia
| 1991 | 1996 | 2001 | 2004 | 2005 |
| ---- | ---- | ---- | ---- | ---- |
| 305  | 319  | 310  | 321  | 332  |